# Signed Document Markup Language
Signed Document Markup Language (SDML) – specyfikacja rodzajowej (generic) metody cyfrowego podpisywania dokumentów. SDML wymaga użycia kryptografii klucza publicznego i może być używany na stronach internetowych, w poczcie elektronicznej czy dowolnych dokumentach tekstowych. SDML jest uogólnieniem Financial Services Markup Language (FSML) i może być też stosowany w elektronicznych transakcjach finansowych, handlu elektronicznym czy dowolnych innych umowach wymagających podpisu elektronicznego.